# Могильно-Посельське
Могильно-Посельське (рос. Могильно-Посельское) — село у Большереченському районі Омської області Російської Федерації.
Належить до муніципального утворення Могильно-Посельське сільське поселення. Населення становить 508 осіб.

## Історія
Згідно із законом від 30 липня 2004 року органом місцевого самоврядування є Могильно-Посельське сільське поселення.

## Населення
| 1926 | 2002 | 2010 |
| ---- | ---- | ---- |
| 957  | ↘560 | ↘508 |